# Østerfælled Torv
Østerfælled Torv er en plads med blandet bebyggelse på området fra den tidligere Østerfælled Kaserne på Østerbro i København. Den er resultatet af byudvikling i 1990'erne, hvor mange af de gamle bygninger blev bevaret til brug for butikker og kulturelle aktiviteter, samtidig med at de blev kombineret med nye etageejendomme.

## Historie
Planerne for omdannelsen af den tidligere Østerfælled Kaserne kom frem i begyndelsen af 1990'erne, efter at militæret havde forladt området. Et projekt blev udformet af  Arkitektgruppen (nu Arkitema). En lokalplan blev vedtaget politisk i 1992, og området blev efterfølgende erhvervet af BUPL's pensionsfond PBU. Nogle af de gamle bygninger blev revet ned for at give plads til nye etageejendomme, mens andre blev ombygget til butikker.
PBU solgte delen af projektet med etageejendomme til Schaumann Investment for 1,5 mia. kr. i 2006, en transaktion der senere medvirkede til Roskilde Banks krak, som følge af Finanskrisen og de faldende boligpriser. I januar 2012 blev lejlighederne erhvervet af det svenske ejendomsinvestor Balder for 1,1 mia. kr.

## Udformning
Udviklingen af området er centreret omkring en stor plads for fodgængere lige indenfor den gamle hovedindgang til kasernen, på hjørnet af Østerbrogade og Gunnar Nu Hansens Plads, og en central akse diagonalt gennem området. De gamle bygninger i yderkanten af området og dem omkring den centrale plads er blevet bevaret. Mange af de århundred gamle træer i området, primært Almindelig Taks og lind, blev også bevaret.
De nye etageejendomme er placeret for enden af de gamle bygninger. De er fem etager høje og arrangeret i fire store, åbne blokke med i alt 525 lejligheder. De respekterer den originale symmetri og arkitektur. Bygningerne er opført i postmoderne stil med røde mursten som de gamle bygninger men kombineret med betonsøjler og balkoner og vinduessektioner i stål og aluminium. Sammenlagt dækker de gamle og nye bygninger et område på 60.000 m². Kunstnere Finn Skødt har udsmykket de åbne områder.
To store bygninger på hver sin side af aksen er ombygget til kulturelle formål. Kanonhallen blev brugt til teater og arrangementer og blev senere stillet til rådighed for teatergruppen Kalaidoskop, mens Dansescenen blev benyttet til dans. I 2009 blev begge scener overtaget af teatret Republique, en rekonstruktion af den Frederiksberg-baserede Camp X, der fokuserer på internationalt og eksperimentalt teater. Dansescenen flyttede til Tap E i Carlsberg Byen, hvor den nu er en del af Dansehallerne. Østerfælled Torv huser også Krudttønden, et andet kulturhus der huser mindre koncerter og andre arrangementer.